# کانتون ایبارا
کانتون ایبارا (به اسپانیایی: Ibarra Canton) یک عوارض جغرافیایی در اکوادور است که در استان ایمبابورا واقع شده‌است.

## خصوصیات
کانتون ایبارا  ۱۵۳٬۲۵۶ نفر جمعیت دارد.